# Liste des patriarches de Venise
Pour un article plus général, voir Patriarcat de Venise.

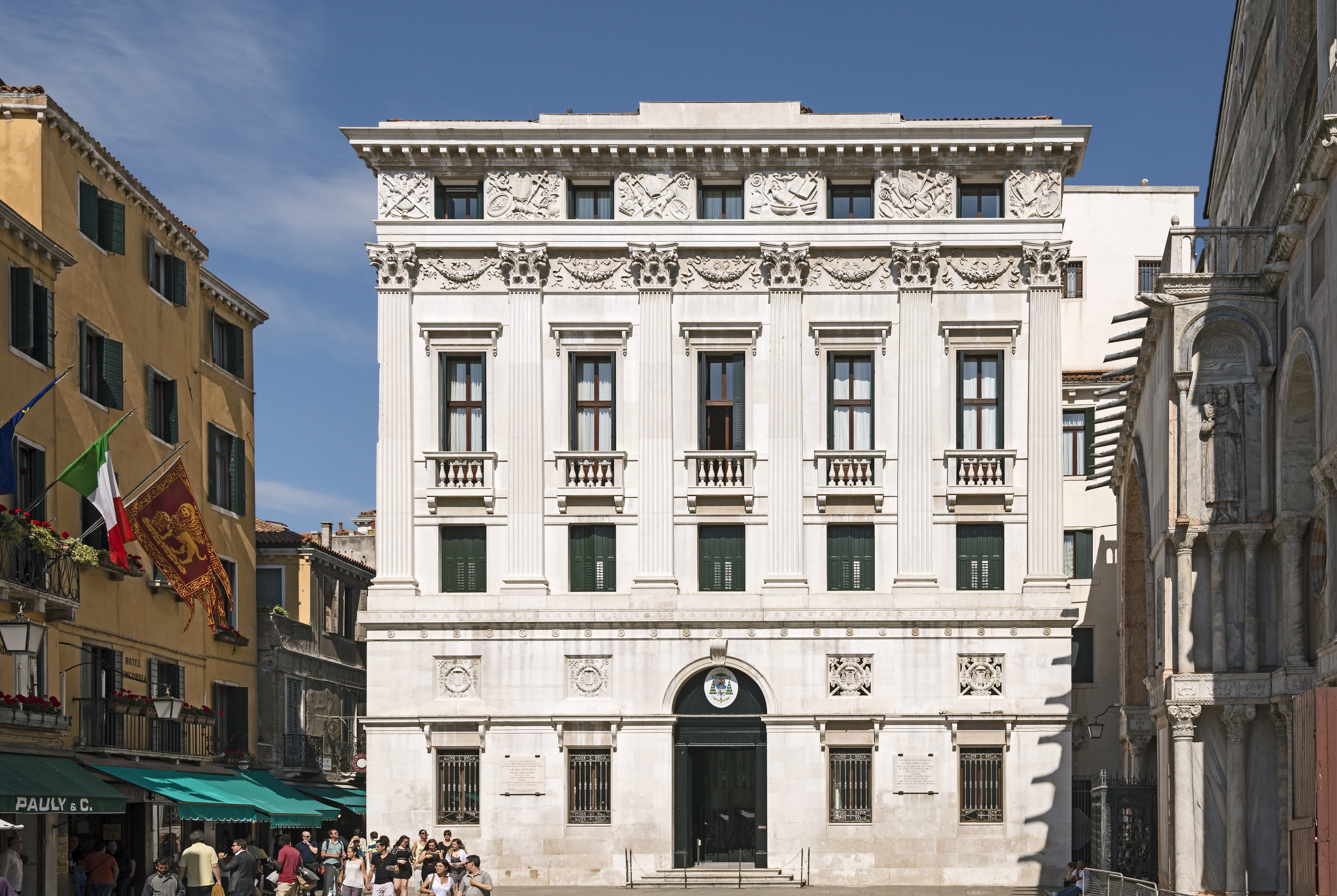
Le patriarcat de Venise.

Voici la liste des patriarches de Venise, qui se sont succédé à la tête du patriarcat de Venise de 1451 à nos jours.
Le patriarcat de Venise est traditionnellement un siège cardinalice : depuis 1827, tous les patriarches ont été créés cardinaux, à l'exception de Carlo Agostini, mort peu après l'annonce de sa création prochaine. Le patriarche de Venise porte aussi le titre de primat de Dalmatie et de métropolitain des archevêques de Candie et de Corfou et des évêques de Chioggia et Torcello.
Au cours du XXe siècle, trois patriarches sont devenus plus tard papes : Pie X, Jean XXIII et Jean-Paul Ier. 

## Liste
- 1451 - 1456 : Laurent Justinien, évêque de Castello de 1433 à 1451.
- 1456 - 1460 : Maffio Contarini
- 1460 - 1464 : Andrea Bondimerio, OSA
- 1464 : Gregorio Correr
- 1465 - 1466 : Giovanni Barozzi, transféré de Bergame, créé cardinal peu après sa mort
- 1466 - 1492 : Maffeo Gherardi or Girardi, OSB, créé cardinal en 1489
- 1492 - 1504 : Tommaso Dona, OSD
- 1504 - 1508 :  Antoine Suriano (~1450-†1508), né vers 1450 de famille noble à Venise, il fait profession à la chartreuse de Venise, prieur de 1487 à 1498, puis à Padoue de 1498 à 1504 et visiteur de la province de Toscane. Nommé patriarche de Venise le 27 novembre 1504. il meurt le 19 mai 1508[1].
- 1508        : Alvise Contarini
- 1508 - 1524 : Antonio Contarini
- 1524 - 1554 : Girolamo Quirino, OSD
- 1554 - 1555 : PierFrancesco Contarini
- 1556 - 1559 : Vincenzo Diedo
- 1560 - 1590 : Giovanni Trevisano
- 7 janvier 1591 - 21 janvier 1600 : Lorenzo Priuli (1537 - 1600)
- 28 janvier 1600 - 25 juillet 1605 : Matteo Zane
- 25 juillet 1605 - 7 octobre 1619 : Francesco Vendramin (1555 - 1619)
- 20 novembre 1619 - 7 mai 1631 : Giovanni Tiepolo
- 11 juin 1631 - 13 juin 1644 : Federico Baldissera Bartolomeo Cornaro (1579 - 1653)
- 3 avril 1644 - 5 août 1678 : Gianfrancesco Morosini
- 11 août 1678 - 12 septembre 1688 : Alvise Sagredo
- 27 septembre 1688 - 7 juin 1706 : Gianalberto Badoaro (1649 - 1714)
- 21 juin 1706 - 1er mai 1725 : Pietro Barbarigo
- 5 mai 1725 - 14 novembre 1734 : Marco Gradenigo
- 1er décembre 1734 - 17 mai 1741 : Francesco Antonio Correr (1676 - 1741)
- 3 juillet 1741 - 28 octobre 1758 : Aloysius Foscari (1679 - 1758)
- 27 novembre 1758 - 23 décembre 1775 : Giovanni Bragadin (it) (1699 - 1775)
- 20 mai 1776 - 10 janvier 1800 : Federico Maria Giovanelli (1726 - 1800)
- 23 décembre 1801 - 29 février 1804 : Ludovico Flangini Giovanelli (1733 - 1804)
- 24 août 1807 - 21 octobre 1808 : Nicolò Saverio Gamboni (it) (1746 - 1808)
  - 1808 - 1811/1816 : siège vacant
  - 1811 - 1813 : Stefano Bonsignore (antipatriarche nommé par Napoléon Ier)
  - 1808/1813 - 1816 : siège vacant
- 23 septembre 1816 - 18 septembre 1819 : Francesco Milesi (1744 - 1819)
- 2 octobre 1820 - 9 avril 1827 : Ján Krstitel Ladislav Pyrker (1772 - 1847)
- 9 avril 1827 - 25 avril 1851 : Giacomo Monico (1776 - 1851)
- 15 mars 1852 - 9 avril 1857 : Giovanni-Pietro-Aurelio Mutti (1775 - 1857)
- 15 mars 1858 - 24 septembre 1861 : Angelo Ramazzotti (1800 - 1861)
- 7 avril 1862 - 28 avril 1877 : Giuseppe Luigi Trevisanato (1801 - 1877)
- 22 juin 1877 - 31 décembre 1891 : Domenico Agostini (1825 - 1891)
- 15 juin 1893 - 4 août 1903 : Giuseppe Melchiorre Sarto (1835 - 1914), élu pape sous le nom de Pie X
- 13 mars 1904 - 24 novembre 1914 : Aristide Cavallari (1849 - 1914)
- 5 mars 1915 - 9 juillet 1935 : Pietro La Fontaine (1860 - 1935)
- 16 décembre 1935 - 1er octobre 1948 : Adeodato Giovanni Piazza (1884 - 1957)
- 5 février 1949 - 28 décembre 1952 : Carlo Agostini (1888 - 1952)
- 15 janvier 1953 - 28 octobre 1958 : Angelo Giuseppe Roncalli (1881 - 1963), élu pape sous le nom de Jean XXIII
- 11 novembre 1958 - 17 septembre 1969 : Giovanni Urbani (1900 - 1969)
- 15 décembre 1969 - 26 août 1978 : Albino Luciani (1912 - 1978), élu pape sous le nom de Jean-Paul Ier
- 7 décembre 1978 - 5 janvier 2002 : Marco Cé (1925 - 2014)
- 5 janvier 2002 -  28 juin 2011 : Angelo Scola (né en 1941)
- depuis le 31 janvier 2012 : Francesco Moraglia (né en 1953)